# Larentioides cacothemon
Larentioides cacothemon là một loài bướm đêm trong họ Geometridae.